# Cottonwood Shores (Teksas)
Cottonwood Shores je grad u američkoj saveznoj državi Teksas. Prema popisu stanovništva iz 2010. u njemu je živjelo 1.123 stanovnika.